# Black Brant

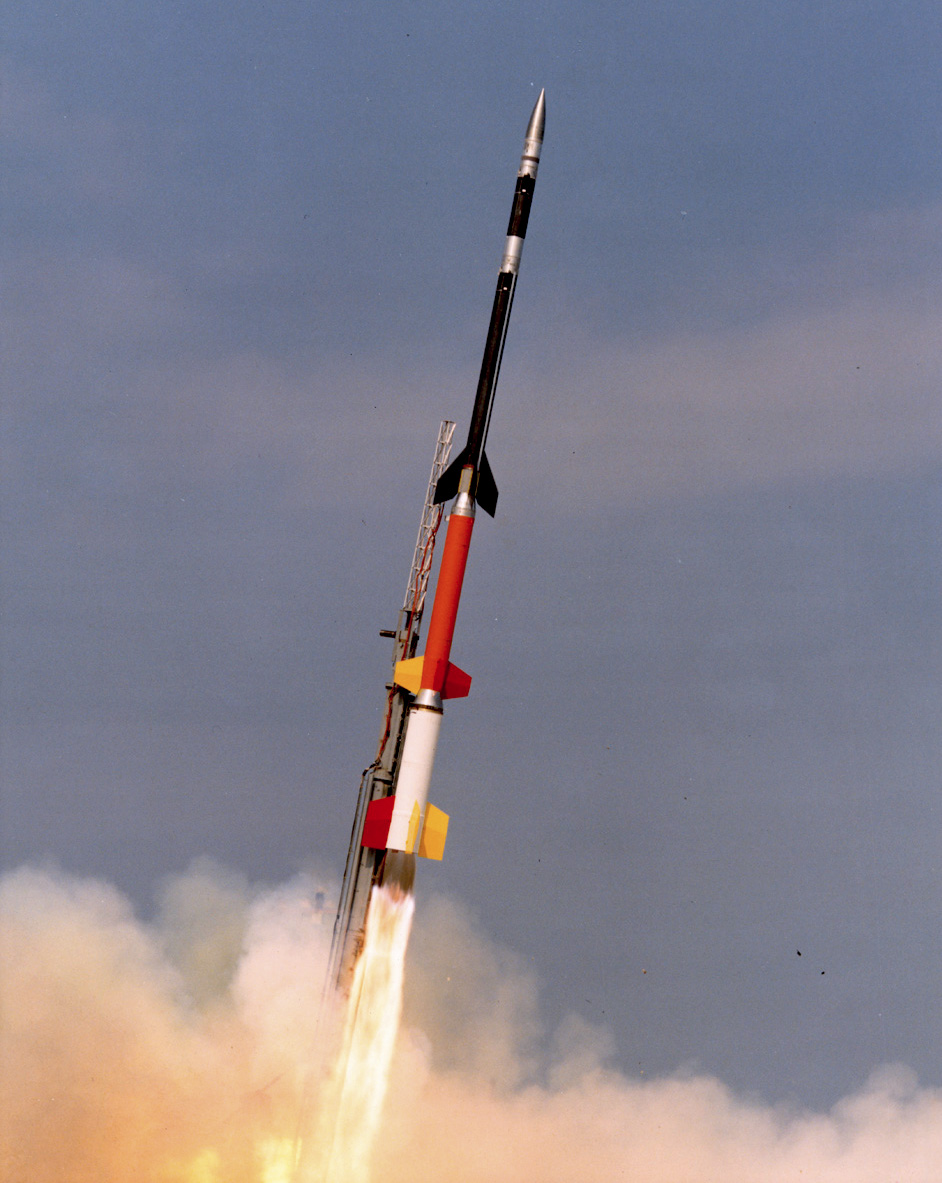
Lanzamiento de un Black Brant

Black Brant es una familia de cohetes sonda de diseño canadiense originalmente construido por Bristol Aerospace, desde que fue absorbido por Magellan Aerospace en Winnipeg, Manitoba.
Se utilizaron 801 entre 1962 y 2005, con una tasa de éxitos de 96,25%. Podía elevar cargas de entre 70 a 850 kg a alturas de entre 150 a 1500 km, proporcionando un máximo de 20 minutos de microgravedad. Montó diversos tipos de motores. Han sido utilizados repetidamente por la Agencia Espacial Canadiense y la NASA.

## Historia
Black Brant fue el resultado de una investigación en el Establecimiento de Investigación y Desarrollo de Armamentos de Canadá (CARDE) durante la década de 1950 sobre la naturaleza de la atmósfera superior como parte de la investigación en curso sobre los sistemas de misiles antibalas y la comunicación de muy largo alcance. En 1957, CARDE contrató a Bristol para producir un fuselaje de cohete simple, llamado Vehículo de prueba de propulsión, para estudios sobre combustibles sólidos de alta potencia. El diseño resultante, de Albert Fia, fue bastante pesado, ya que fue diseñado para poder acomodar una amplia variedad de tiempos de combustión del motor, cargas de propulsores y ángulos de lanzamiento en consonancia con su papel como vehículo de prueba para el desarrollo de sistemas ABM. El primer vuelo de prueba tuvo lugar solo dos años después desde el alcance de investigación de Churchill Rocket en septiembre de 1959.
Más tarde, la atención de CARDE se dirigió a las comunicaciones a larga distancia y encontraron que el sistema de Vehículo de Prueba de Propulsión era útil como un cohete que sonaba. Para adaptarse mejor a este rol, Bristol modificó el diseño para que sea más ligero y más adaptado al rol de cohete que suena. Esto se convirtió en la Black Brant. CARDE lanzó una serie de cohetes Black Brant en los próximos años, tanto el diseño original de Black Brant I que podría colocar una carga útil de 68 kg a 150 km de altitud, como el Black Brant II más grande que primero voló en octubre de 1960, y el Black Brant III más pequeño pero de mayor altitud.
El diseño del cohete enfatizó la confiabilidad sobre la carga útil y el alcance. En julio de 1963 voló por primera vez el Black Brant V mucho más grande, que también se usó como una etapa de refuerzo para el Black Brant III para hacer el Black Brant IV. El IV voló por primera vez en 1964, pero falló, al igual que el siguiente lanzamiento de prueba. Además de estos dos lanzamientos, que fueron corregidos, el Black Brant nunca ha tenido otro fallo, lo que lo convierte en uno de los cohetes más confiables de la historia. Desde entonces ha experimentado una evolución continua, y las versiones actuales son XI y XII, que consisten en Black Brant V utilizado como etapa superior, con refuerzos Talos y Terrier como etapas inferiores. Han alcanzado altitudes de más de 1,500 km, que está por encima de la ionosfera y muy por encima de las órbitas del transbordador espacial y la estación espacial internacional.
Los diseños de propulsores desarrollados por CARDE en el programa Black Brant fueron los combustibles sólidos de mayor rendimiento de su época. Luego, Bristol colocó este propulsor en un nuevo cohete de 70 mm para formar el CRV7, el primer cohete capaz de penetrar en los hangares de aviones estándar del Pacto de Varsovia. Desde entonces, el CRV7 se ha convertido en el cohete estándar de facto para la mayoría de los militares alineados en Occidente.

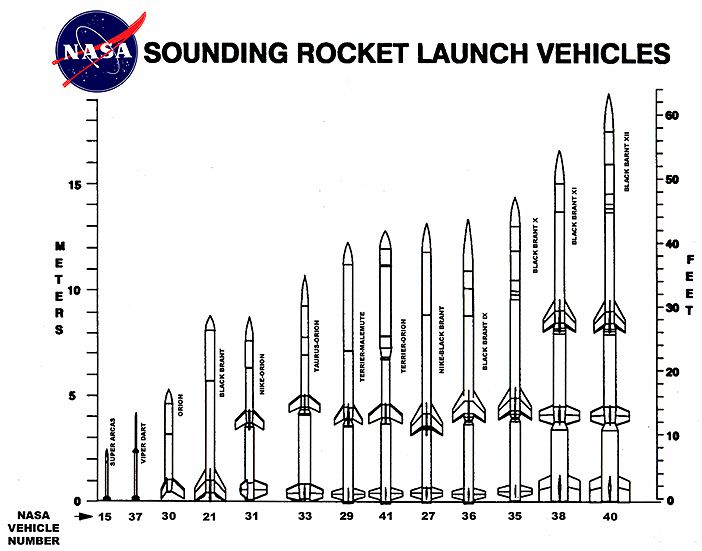
Comparación de tamaños de varios cohetes sonoros, incluidas varias versiones de Black Brant

En 1976, Australia y Canadá a través del Consejo Nacional de Investigación de Canadá (NRCC) acordaron lanzar un cohete desde Woomera Test Range. El cohete Black Brant VB se lanzó allí el 9 de noviembre para realizar experimentos en la ionosfera. Más tarde, la NASA lanzaría una serie de Black Brant IX.
En la actualidad, debido a su tasa de éxito del 98%, sigue siendo uno de los cohetes de sonido más populares jamás construidos. Los cohetes han sido utilizados repetidamente por la Agencia Espacial Canadiense y la NASA. Hay un modelo a escala 1:1 del cohete Black Brant IX frente a la oficina central de la Agencia Espacial Canadiense en Saint-Hubert, al este de Montreal. Se exhibe un Black Brant VC a gran escala en la Galería de Ciencias del Museo de Manitoba en Winnipeg, Manitoba, Canadá.
El 19 de septiembre de 2009, un Black Brant XII que se lanzó para estudiar las nubes provocó numerosas llamadas desde el noreste de los EE. UU. Que informaron "luces extrañas en el cielo". La NASA informó que la luz provenía de una nube artificial nocturna formada por las partículas de escape de la cuarta etapa del cohete a una altitud de aproximadamente 278 kilómetros.

## Versiones

### Black Brant I
- Carga máxima: 68 kg
- Apogeo: 225 km
- Empuje en despegue: 111 kN
- Masa total: 730 kg
- Diámetro: 0,26 m
- Longitud total: 7,41 m

### Black Brant II
- Carga máxima: 68 kg
- Apogeo: 274 km
- Empuje en despegue: 89 kN
- Masa total: 800 kg
- Diámetro: 0,44 m
- Longitud total: 8,45 m

### Black Brant III
- Carga máxima: 18 kg
- Apogeo: 177 km
- Empuje en despegue: 49 kN
- Masa total: 286 kg
- Diámetro: 0,26 m
- Longitud total: 5,50 m

### Black Brant IV
- Cohete de dos etapas compuesto por un Black Brant VA + Black Brant IIIA o IIIB
- Carga máxima: 100 kg
- Apogeo: 1,000 km
- Empuje en despegue: 111 kN
- Masa total: 1,356 kg
- Diámetro: 0,44 m
- Longitud total: 11,06 m

### Black Brant V
- Cohete de una etapa compuesto de un Black Brant VA, VB, o VC
- Carga máxima: 68 kg
- Apogeo: 387 km
- Empuje en despegue: 111 kN
- Masa total: 1197 kg
- Diámetro: 0,44 m
- Longitud total: 8,15 m.

### Black Brant VI
- Apogeo: 72 km
- Empuje en despegue: 7 kN
- Masa total: 100 kg
- Diámetro: 0,12 m
- Longitud total: 2,80 m.

### Black Brant VIII
- Apogeo: 340 km
- Empuje en despegue: 196 kN
- Masa total: 2,000 kg
- Diámetro: 0,44 m
- Longitud total: 11,90 m

### Black Brant X
- Carga máxima: 90 kg
- Apogeo: 900 km
- Empuje en despegue: 257 kN
- Masa total: 2600 kg
- Diámetro: 0,44 m
- Longitud total: 14,50 m

### Black Brant XI
- Carga máxima:
- Apogeo:
- Empuje en despegue:
- Masa total:
- Diámetro:
- Longitud total:

### Black Brant XII
Cohete compuesto de una primera etapa Talos, una segunda etapa Taurus, una tercera etapa Black Brant V y una cuarta Nihka.